# 岡山県立勝山高等学校
岡山県立勝山高等学校（おかやまけんりつ かつやまこうとうがっこう）は、岡山県真庭市にある県立全日制高等学校。

## 学科
本校
- 普通科
- ビジネス科（旧商業科）

蒜山校地（旧岡山県立蒜山高等学校普通科）
- 普通科

## 教育目標
- ｢英知の涵養｣｢自主性の樹立｣｢実践力の養成｣「和・礼・勤の徹底」「身体の鍛練」

## 沿革
勝山高等女学校
- 1911年（明治44年）6月 - 勝山町立勝山実科高等女学校開校。
- 1919年（大正8年）7月 - 勝山町立勝山高等女学校に改称。
- 1942年（昭和17年）4月 - 県に移管、岡山県勝山高等女学校に改称。
- 1948年（昭和48年）4月 - 岡山県立勝山第二高等学校（新制）に改称。

勝山中学校
- 1923年（大正12年）4月 - 岡山県勝山中学校（旧制）開校。
- 1948年（昭和23年） - 岡山県立勝山第一高等学校（新制）に改称。

勝山高等学校
- 1949年（昭和24年）9月 - 上記の二校を岡山県立勝山高等学校に統合。普通科・家庭科設置。
- 1951年（昭和26年）4月 - 家庭科募集停止。
- 1962年（昭和37年）4月 - 商業科設置。
- 1999年（平成11年）4月 - 普通科国際・情報コース新設。
- 2005年（平成17年）4月 - 普通科国際・情報コース募集停止。
- 2012年（平成24年）4月 - 創立100周年を迎え、商業科をビジネス科に変更
- 2013年（平成25年）4月 - 岡山県立蒜山高等学校と統合。岡山県立勝山高等学校勝山校地となる。

※勝山高校HPより抜粋

## 制服
- 男子：標準学生服
- 女子：スーツ・スカート

伝統的に生活指導はあまり厳しいものではなく，自主性が尊重される。

## アクセス
本校
- 中国勝山駅（JR西日本・姫新線）より徒歩5分

蒜山校地
- 中国勝山駅から真庭市コミュニティバス蒜山高原行で蒜山振興局停留所下車（所要約1時間）

## 著名な出身者
- 石井茂雄（中退、元プロ野球選手）
- 山根（鈴木）政明（元社会人野球選手）
- 山根和夫（元プロ野球選手、政明の弟）
- 村松美保（グループ トーキング・アイアナウンサー）
- 豆原一成（グローバルボーイズグループJO1メンバー）
- 岡田桃佳（TVQ九州放送アナウンサー）
- 酒井賢（東宝美術監督、ゴジラ等の作品を担当）